# グロブティック・トーキョー
グロブティック・トーキョー (Globtik Tokyo) は、かつてイギリスのグロブティック・タンカー社が所有し、東京タンカー（現：ENEOSオーシャン）が運航した原油タンカー。

## 概要
グロブティック・トーキョー級3隻の1番船として、石川島播磨重工呉工場（現：アイ・エイチ・アイ マリンユナイテッド呉工場）で竣工。1973年2月20日の竣工時はそれまで世界最大であった日石丸を10万重量トン以上も上回って世界最大であり、かつ史上初めて40万重量トンを超えたタンカーであった。
竣工後、鹿児島県の日本石油基地株式会社喜入基地とペルシャ湾間の原油輸送に従事したが、1986年に解体された。

## 同型船
- 2番船　「グロブティック・ロンドン（Globtik London）」

1973年10月31日竣工　483,939重量トン
- 3番船　「日精丸」

1975年6月26日竣工　484,377重量トン